# Arroyo Perico Pérez
Der Arroyo Perico Pérez ist ein im Süden Uruguays gelegener Fluss.
Er verläuft auf dem Gebiet des Departamento San José. Er entspringt ca. 15 Kilometer nordöstlich von San José de Mayo unmittelbar westlich der Quelle des Arroyo Zanja Honda, eines Nebenflusses des Arroyo Cagancha. Von dort fließt er in westliche Richtung, passiert den kartographisch verzeichneten Punkt Perico Pérez und mündet vier bis fünf Kilometer nordöstlich der Stadtgrenze von San José de Mayo und nördlich von Raigón als linksseitiger Nebenfluss in den Arroyo Carreta Quemada. 